# Síndrome de colisão do ombro
Síndrome de colisão do ombro, também chamada de síndroma do impacto, é uma síndrome clínica que ocorre quando os tendões dos músculos do manguito rotador se tornam irritados e inflamados quando ele passam no espaço subacromial, a passagem sob o acrômio. Isto pode resultar em dor, fraqueza e perda dos movimentos do ombro.
O músculo mais lesado geralmente é o músculo supra-espinhal.

## Causas
A síndrome geralmente ocorre por excesso de movimentos com o ombro em abdução maior que 90 graus ou por trauma. Os principais esportes envolvidos são o basquete, natação e tênis.
Fatores extras também considerados como relacionados como exemplo: cifose torácica aumentada, cabeça anteriorizada, escápula abduzida e inclinada para frente.